# Fernando Huergo
Fernando Ignacio Huergo (Buenos Aires, 31 luglio 1908 – 3 aprile 1995) è stato uno schermidore argentino.

## Biografia
Ha partecipato ai Giochi della XIV Olimpiade di Londra nel 1948.

## Palmarès
In carriera ha conseguito i seguenti risultati:
- Giochi panamericani:

Buenos Aires 1951: argento nel fioretto a squadre.
Città del Messico 1955: bronzo nel fioretto a squadre.